# Consolación del Sur
Consolación del Sur é um município de Cuba pertencente à província de Pinar del Río. 